# Zurga Tirelli
Zurga Tirelli (Carpi, 1º gennaio 1897 – Carpi, 25 maggio 1972) è stato un calciatore italiano, di ruolo ala sinistra.

## Carriera
Figlio di Pietro Tirelli ed Elisa Barbieri, Zurga porta un cognome molto legato ai primi anni del calcio a Carpi: è il fratello di Arturo Tirelli, in atletica leggera campione d'Italia nel lancio del peso, e in seguito anche lui calciatore del Carpi; è inoltre zio di due calciatori del Carpi: Leonio Tirelli e Archimede Tirelli. Gioca per nove stagioni consecutive nel Carpi nel ruolo di ala sinistra, poi le ultime stagioni come mediano; in tutto con i bianchi gioca oltre cento partite di campionato oltre ai vari tornei. Quando si ritira dal calcio, si dedica alla gestione familiare dell'Albergo del Turco a Carpi, sotto i portici di corso Cabassi, luogo di passaggio di calciatori e cantanti lirici. L'Opera è una passione di famiglia ed è all'origine del suo insolito nome Zurga, tratto da una composizione di George Bizet, Pescatori di Perle.